# Scherschicht
Die Scherschicht (englisch mixing layer oder shear layer) bezeichnet in der Strömungsmechanik den Übergangsbereich zwischen zwei gleichgerichteten Strömungen mit unterschiedlichen Geschwindigkeiten.
Zur genaueren Abgrenzung von der wandgebundenen Grenzschicht wird oft auch von einer freien Scherschicht gesprochen.

## Grundlagen

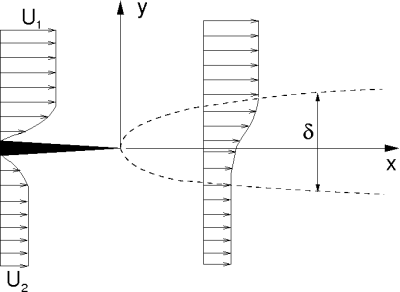
Skizze einer freien Scherschicht der Dicke hinter einem Strömungsprofil (Freistromgeschwindigkeiten U_{1} und U_{2})

Aufgrund der Reibung existiert kein abrupter Übergang zwischen zwei unterschiedlich schnellen Parallelströmungen, sondern es bildet sich eine Scherschicht aus, deren Geschwindigkeitsprofil eine S-Form aufweist (siehe Bild). Die Dicke {\displaystyle \delta } der Scherschicht bestimmt sich im laminaren Fall zu
{\displaystyle \delta ={\frac {\Delta u}{\left.\partial u/\partial y\right|_{{\text{max}},y}}}}
mit
- dem Geschwindigkeitsunterschied {\displaystyle \Delta u=U_{1}-U_{2}} und
- dem Maximum des Geschwindigkeitsgradienten {\displaystyle \partial u/\partial y} senkrecht zur Strömungsrichtung {\displaystyle x}.

Analog zur wandgebundenen Grenzschicht wächst die Dicke der laminaren Scherschicht in Stromabrichtung mit der Wurzel aus der Lauflänge {\displaystyle x}:
{\displaystyle \delta \sim {\sqrt {x/Re}}}
Hierbei bezeichnet Re die Reynoldszahl.
Aufgrund dieses räumlichen Wachstums der Scherschicht ergibt sich eine kleine Geschwindigkeitskomponente in y-Richtung, mit einer Verdrängungswirkung im Bereich der schnellen Strömung und einem Ansaugen von Fluid im Bereich der langsamen Strömung.
In kompressiblen Strömungen führt die Reibung innerhalb der Scherschicht zu einer höheren Temperatur und damit zu einer geringeren Dichte innerhalb der Scherschicht, da der Druck konstant ist.
Scherschichten sind aufgrund des Wendepunktes im Geschwindigkeitsprofil stets instabil (siehe Lineare Stabilitätstheorie). Meist handelt es sich dabei um eine konvektive Instabilität, im Fall von entgegengesetzten Freistromgeschwindigkeiten tritt jedoch auch eine absolute Instabilität auf. Die starken Anfachungsraten in einer Scherschicht führen zu einem Aufrollen von Wirbeln, welche als Kelvin-Helmholtz-Instabilität bezeichnet werden.

## Auftreten
Freie Scherschichten treten in der Natur und in technischen Anwendungen auf. In der Natur finden sich Beispiele in der Meteorologie und der Astrophysik, im technischen Bereich bei Grenzschichtablösung und bei Freistrahlen. So bildet sich bei Strahltriebwerken zwischen dem Abgasstrahl und der Umgebungsluft eine Scherschicht, deren starke Verwirbelungen eine Hauptlärmquelle bei Flugzeugtriebwerken sind.

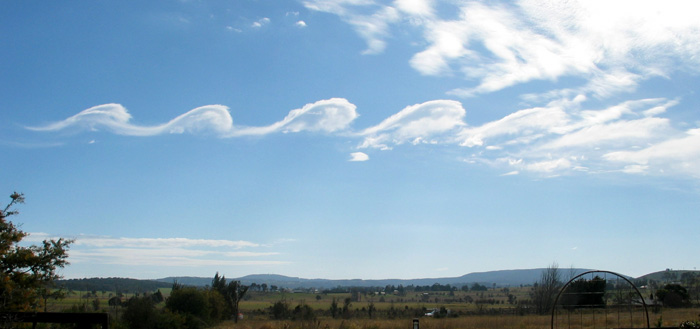
Scherschicht in der Atmosphäre, sichtbar gemacht durch Wolken.
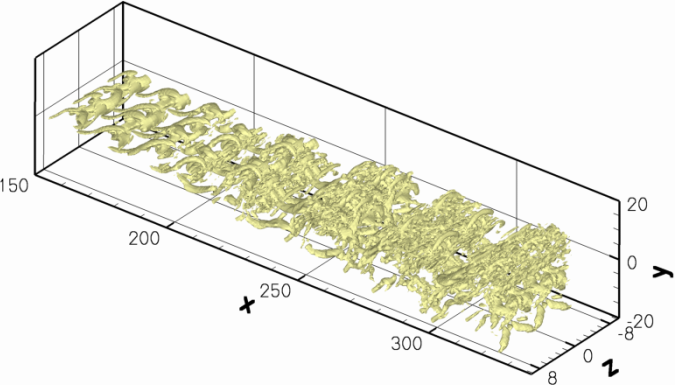
Wirbelstrukturen in einer Scherschicht, berechnet mittels DNS.
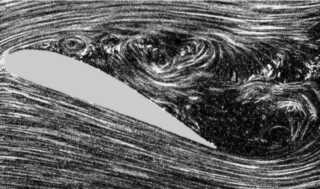
Scherschicht bei der Ablösung an einem Profil.
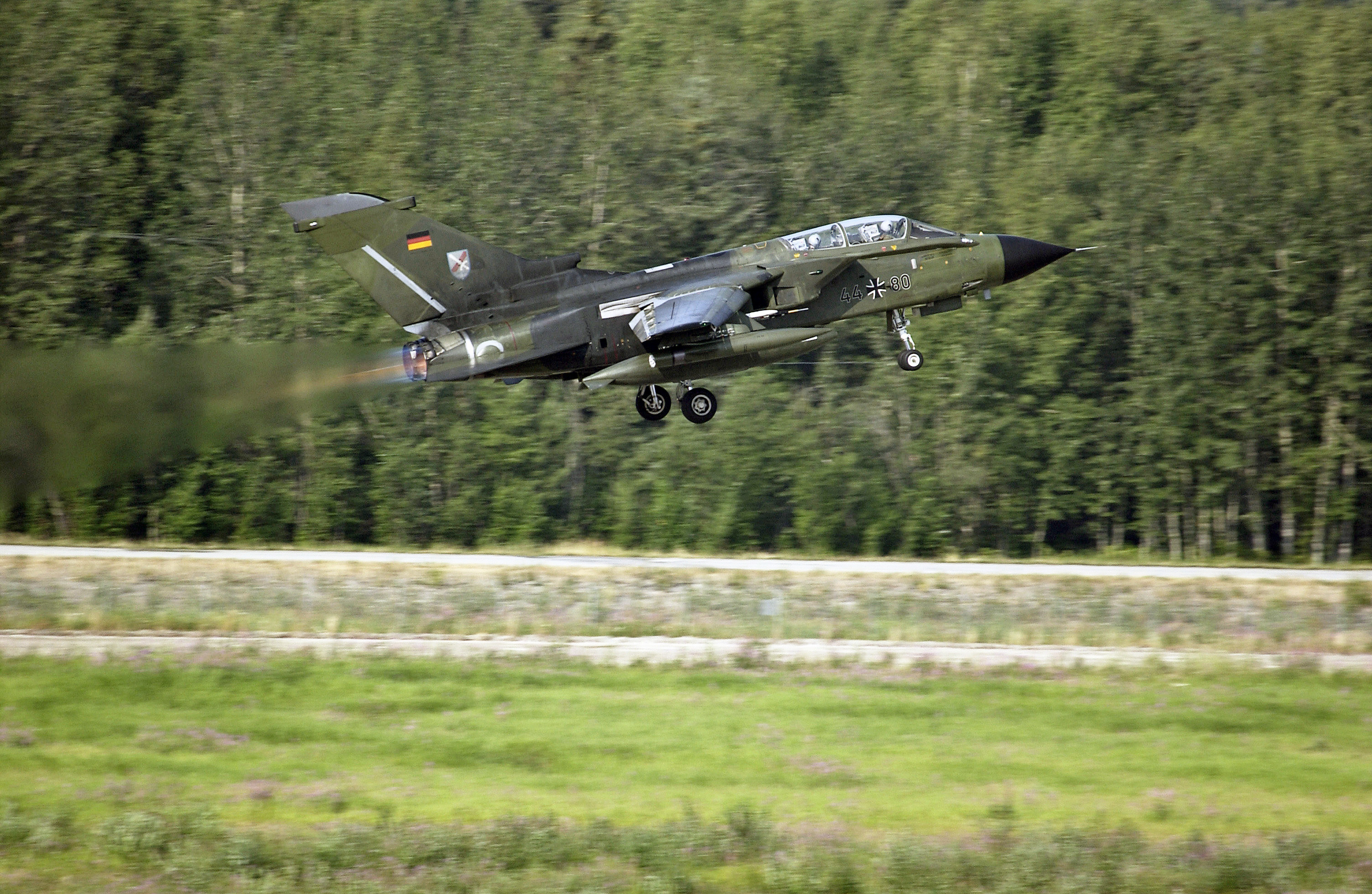
Scherschicht am Abgasstrahl eines Strahlflugzeuges.